# Jordan Calloway
Jordan Calloway (Los Angeles, 18 oktober 1990) is een Amerikaans acteur.

## Biografie
Calloway werd geboren in Los Angeles in een gezin van twee kinderen. Hij studeerde af aan de Azusa Pacific University in Azusa (Californië) waar hij ook een actief basketballspeler was. 
Calloway begon in 2000 als jeugdacteur met acteren in de televisieserie The Parkers, waarna hij nog meerdere rollen speelde in televisieseries en films. Hij is vooral bekend van zijn rol als Zach Carter-Schwartz in de televisieserie Unfabulous waar hij in 41 afleveringen speelde (2004-2007). Voor deze rol werd hij in 2005, 2006 en 2008 samen met de cast genomineerd voor een Young Artist Award in de categorie Beste Optreden door een Jeugdige Cast in een Televisieserie. 

## Filmografie

### Films
Uitgezonderd korte films.
- 2019 Countdown - als Matt
- 2019 Always a Bridesmaid - als Mark Randall
- 2019 Legacy - als Grayson
- 2016 Grandma's House - als Izak
- 2016 Untitled Paranormal Project - als Oliver
- 2015 Studio City - als Griffin
- 2014 Drumline: A New Beat - als Jayven LaPierre
- 2013 Life of a King – als Marcus
- 2011 DisCONNECTED – als Isaiah

### Televisieseries
Uitgezonderd eenmalige gastrollen.
- 2022-2024 Fire Country - als Jake Crawford - 32 afl.
- 2018-2021 Black Lightning - als Khalil Payne - 50 afl.
- 2017-2018 Riverdale - als Chuck Clayton - 6 afl.
- 2017 Freakish - als Zane - 9 afl.
- 2016-2017 Beyond - als Kevin McArdle  - 4 afl.
- 2004-2007 Unfabulous – als Zach Carter-Schwartz – 41 afl.
- 2005-2006 ER – als K.J. Thibeaux – 7 afl.

- Gemeinsame Normdatei: 1290437696
- International Standard Name Identifier: 0000 0004 9318 1495
- Library of Congress Control Number: no2020008943
- Virtual International Authority File: 2730158675987227500000